# George Stults
George Sheehy Stults, född 16 augusti 1975 i Detroit, Michigan, USA, är en amerikansk skådespelare och modell. 
Stults är uppväxt i Colorado och började sin karriär som modell när han gick på college. Han tänkte ta värvning i marinkåren då han blev upptäckt när han satt och åt lunch i Los Angeles. Stults gillar även att brottas och har gästspelat i TV-serier som Vänner, Will & Grace med flera innan han fick rollen som Lucys pojkvän polisen Kevin Kinkirk i Sjunde himlen som han är mest känd för. Han fick rollen genom sin bror Geoff Stults som redan medverkade i serien som Ben Kinkirk.